# Monumento a Mosén Jacint Verdaguer
El Monumento a Mosén Jacint Verdaguer (en catalán: Monument a Mossèn Jacint Verdaguer, también conocido como El cuervo o La palmatoria) es un monumento escultórico situado en la plaza de Mosén Jacinto Verdaguer de Barcelona, en el distrito del Ensanche. Está dedicado al sacerdote y poeta Jacint Verdaguer, uno de los principales escritores en lengua catalana y renovador de las letras catalanas tras una larga etapa de decadencia. El monumento está considerado como Bien Cultural de Interés Local (BCIL) en el Inventario del Patrimonio Cultural catalán con el código 08019/1467.

## Historia

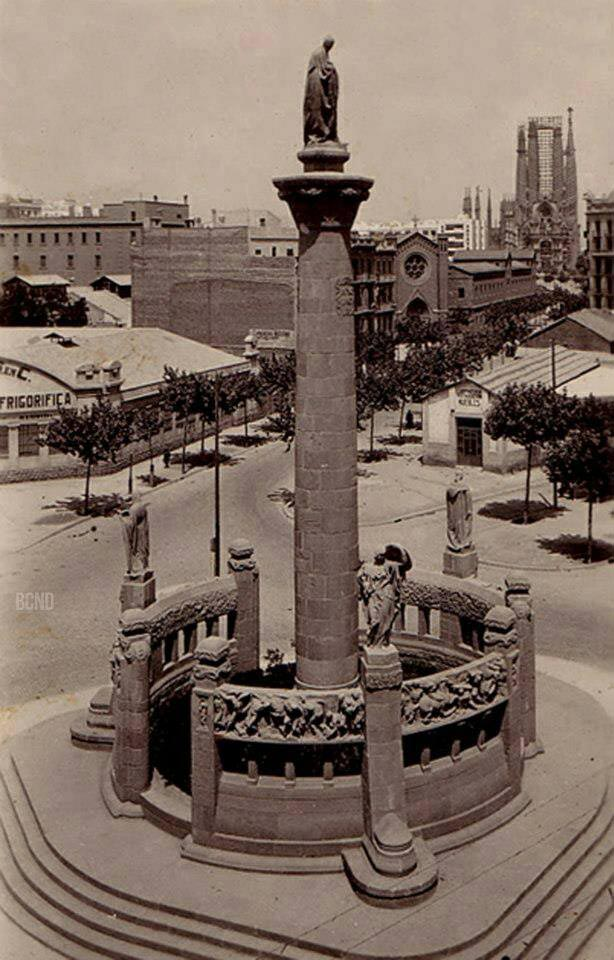
El monumento en 1926.

La idea de erigir un monumento al insigne poeta surgió tras su muerte en 1902, pero no cristalizó hasta 1913, fecha en la que se organizó un concurso que ganó el escultor Joan Borrell i Nicolau, en conjunción con el arquitecto Josep Maria Pericas. Borrell se encargó de la figura del poeta y las de la balaustrada, mientras que los hermanos Miquel y Llucià Oslé, finalistas del concurso, se encargaron de los relieves de la base. 
El lugar elegido para su emplazamiento fue la plaza de Mosén Jacint Verdaguer, en la confluencia entre la Avenida Diagonal y el Paseo de San Juan, donde se colocó la primera piedra el 29 de mayo de 1914. La ejecución del monumento se retrasó diez años, y finalmente fue inaugurado el 14 de mayo de 1924 por el rey Alfonso XIII y el dictador Miguel Primo de Rivera, con la asistencia del alcalde de Barcelona, Fernando Álvarez de la Campa, y un sobrino del poeta, Jacint Llusà i Verdaguer. La inauguración fue polémica debido a la proscripción de la lengua catalana que en aquella época mantenía la dictadura de Primo, por lo que un grupo de intelectuales encabezados por Àngel Guimerà hicieron un acto alternativo en la tumba de Verdaguer en Montjuïc.
En 1987 se hizo una restauración del monumento, a cargo del arquitecto municipal Josep Miquel Casanovas.

## Descripción
El monumento se emplaza en una rotonda circundada por una balaustrada en cuyo interior hay unos jardincillos de los que se yerguen unos altos cipreses. Sobre la balaustrada se alzan tres figuras alegóricas, alusivas a la poesía mística, popular y épica, mientras que los relieves de la misma —obra de los hermanos Oslé— representan escenas del poema La Atlántida del autor catalán. Del centro del círculo surge una columna de veinte metros de altura, que en su parte superior tiene la estatua de Mosén Cinto. El conjunto está realizado en un estilo ecléctico, mezcla de modernismo y un clasicismo que apuntaba al novecentismo, con un evidente influjo de la Sezession vienesa.

## Galería de imágenes

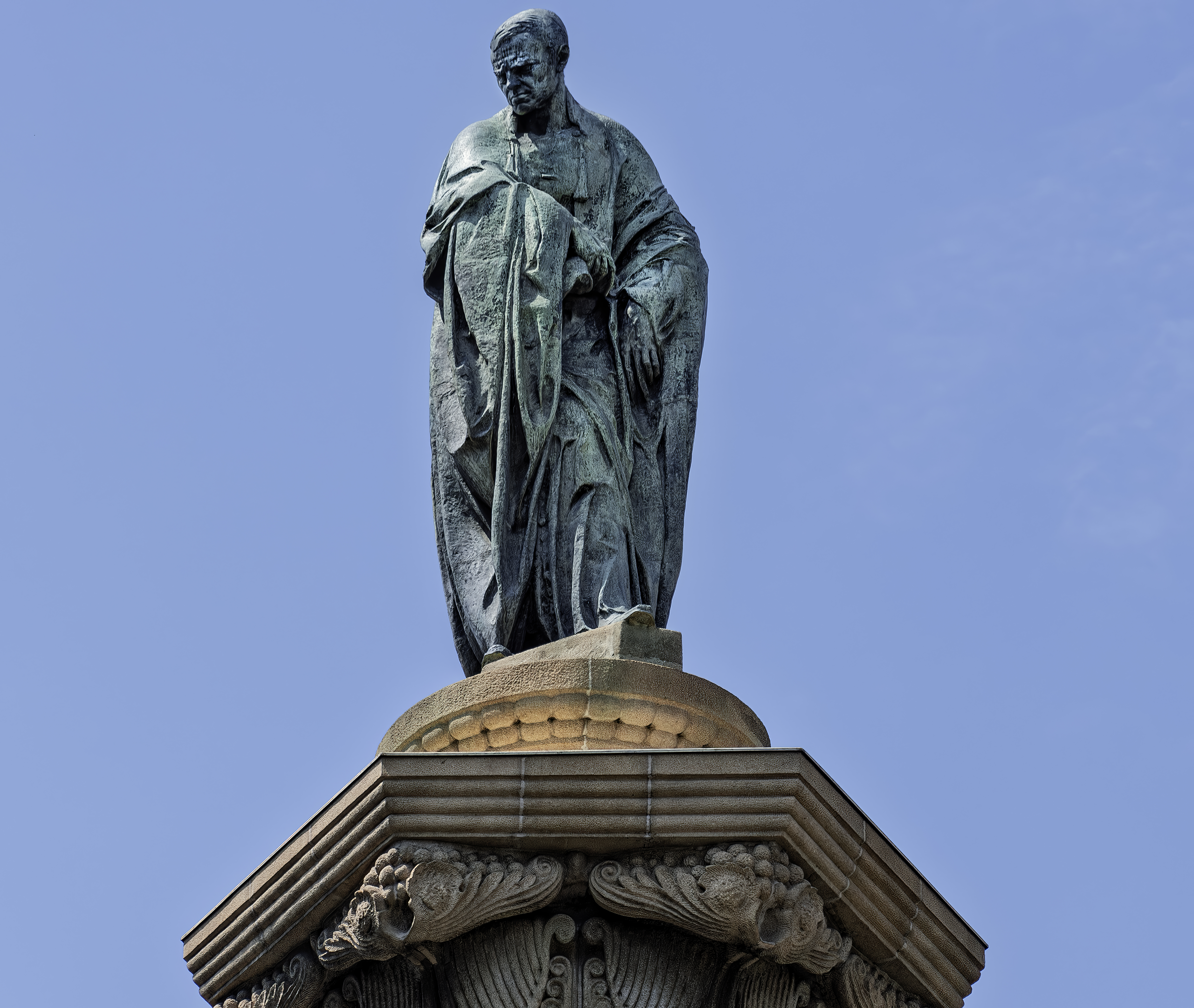
Estatua del poeta
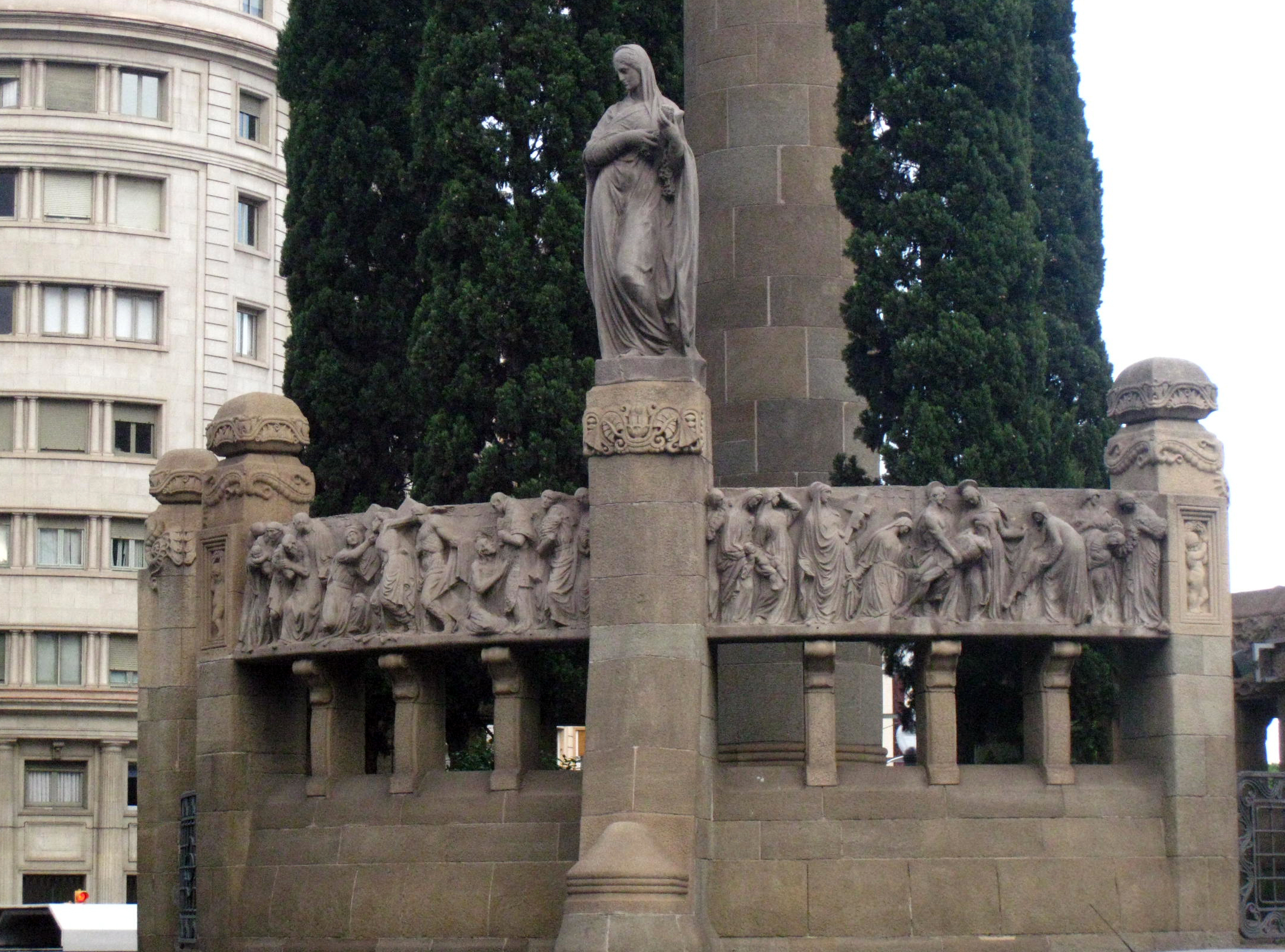
Balaustrada con una de las alegorías
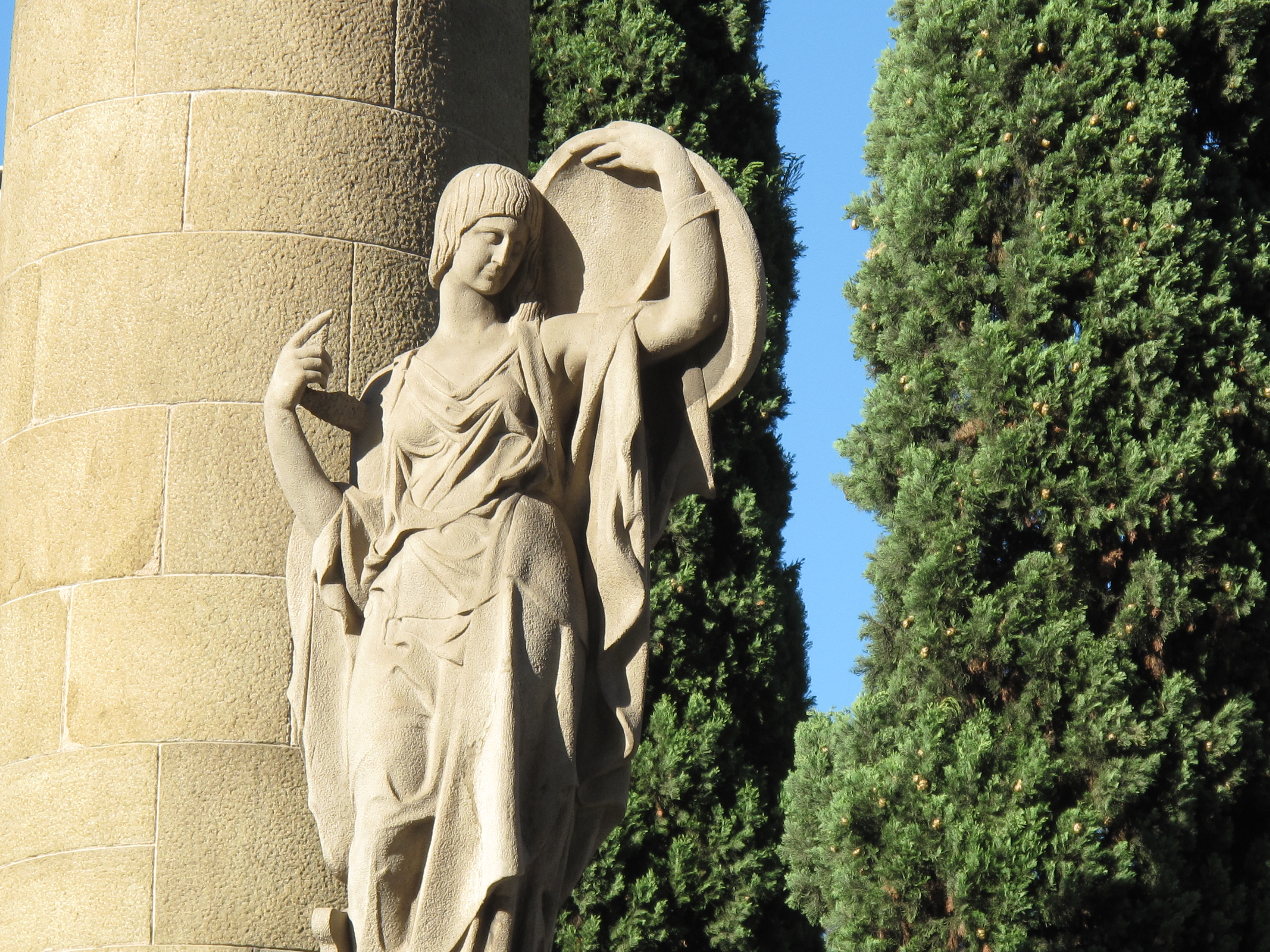
Figura de otra alegoría
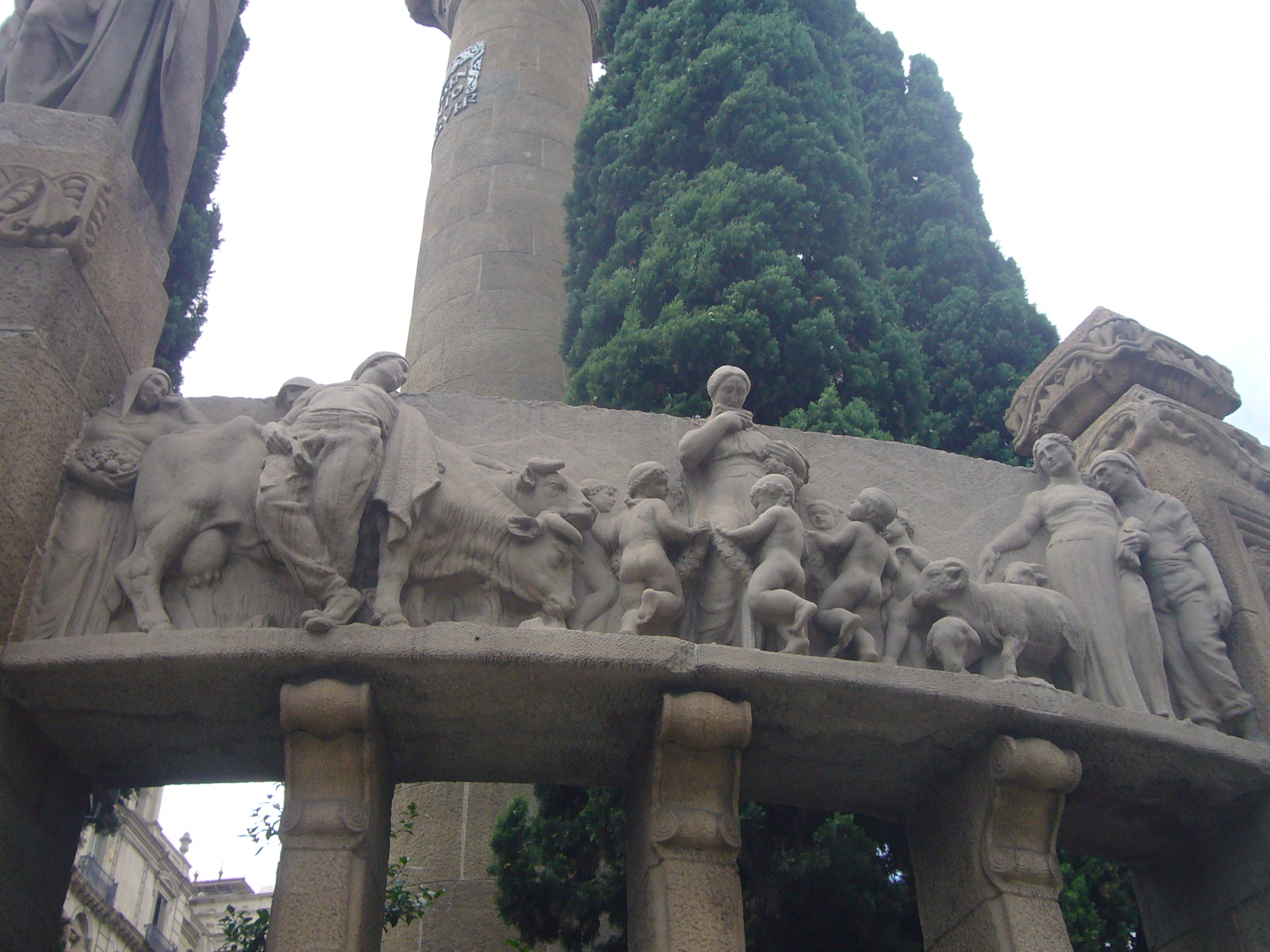
Relieve de la balaustrada
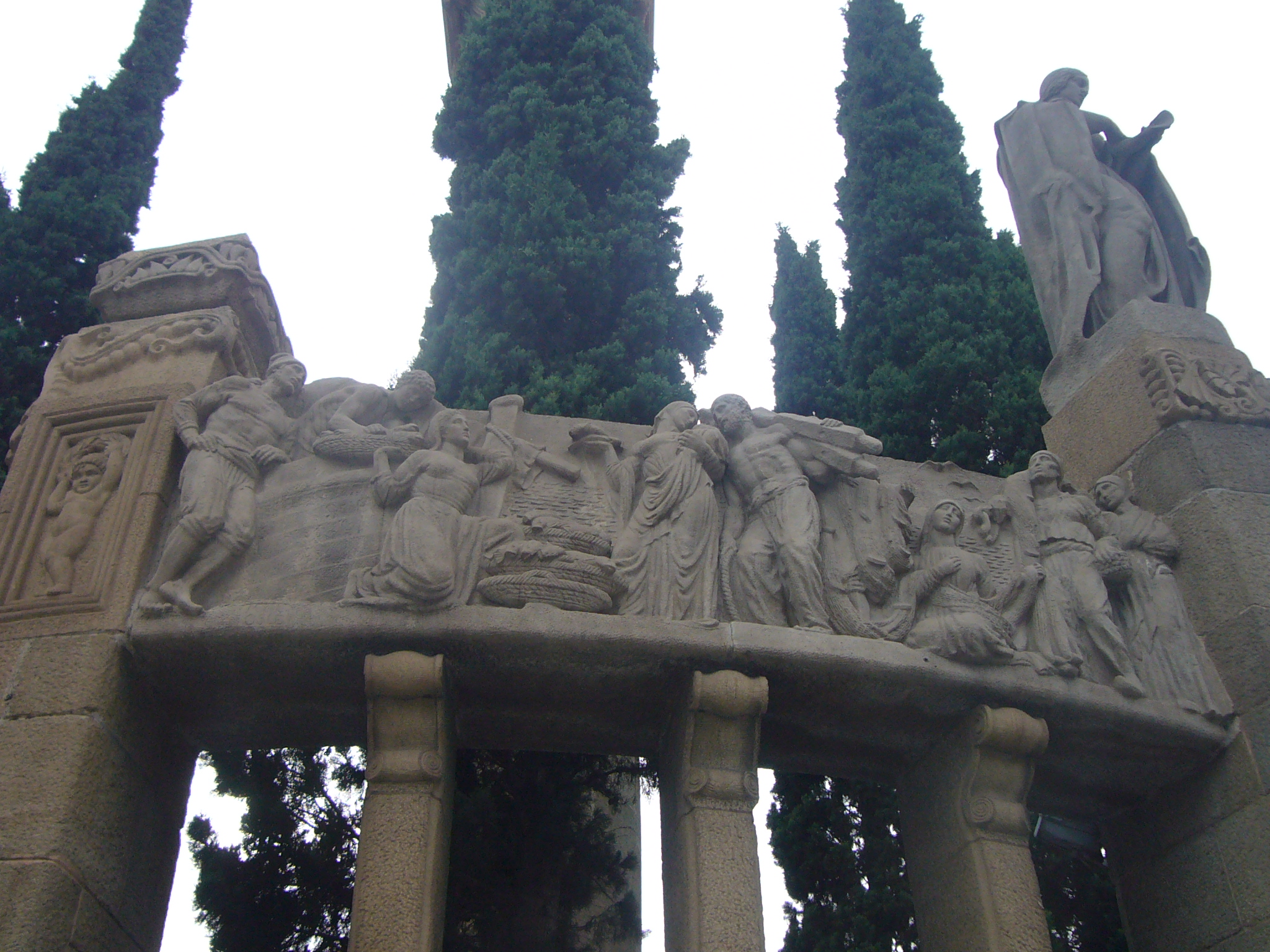
Otro de los relieves
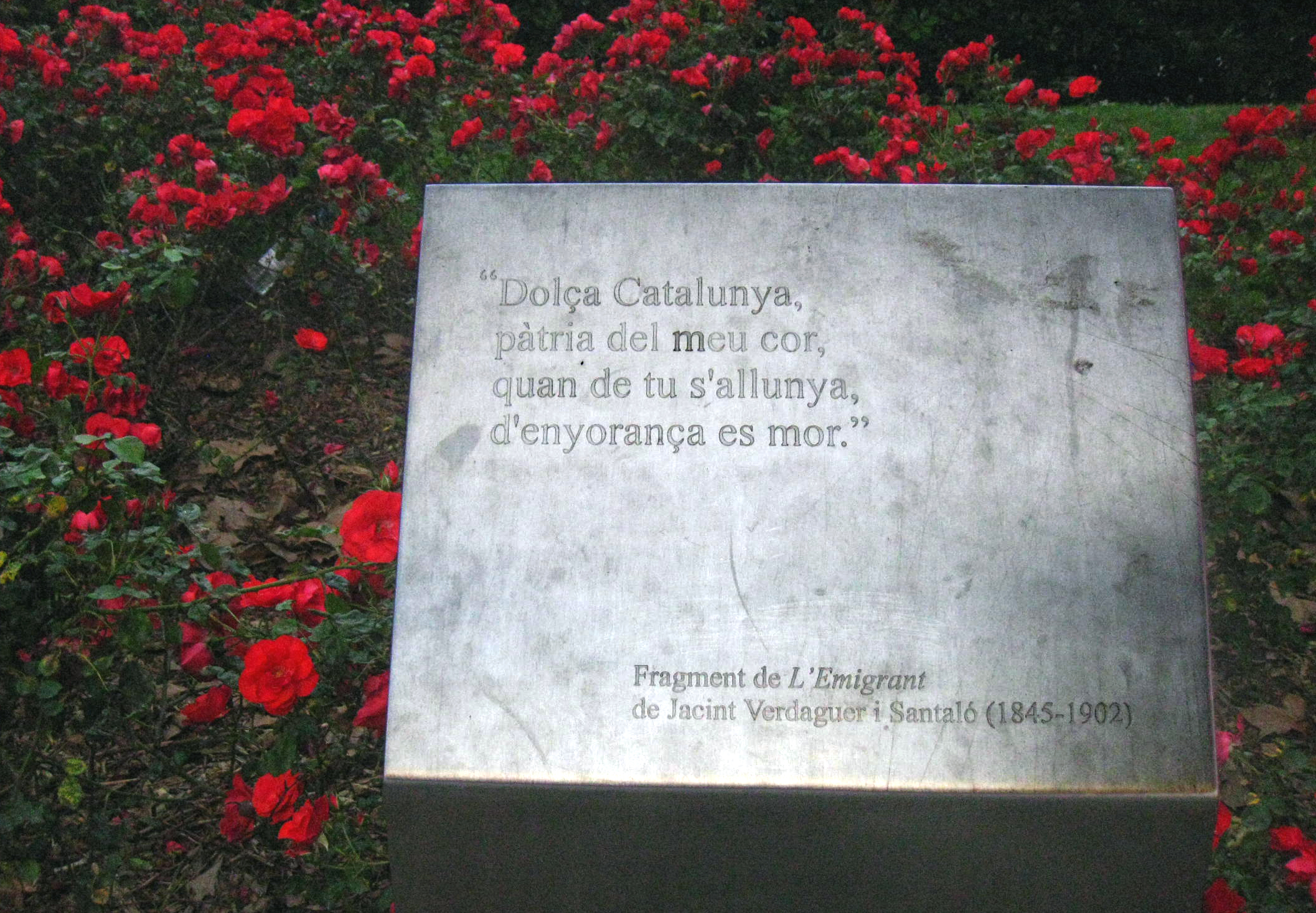
Placa con un fragmento de L'Emigrant de Verdaguer